# Jevgenij Svěšnikov
Jevgenij Svěšnikov (rusky Евгений Эллинович Све́шников; 11. února 1950 – 18. srpna 2021) byl ruský šachista a spisovatel. Titul velmistra získal v roce 1977.

## Šachová kariéra

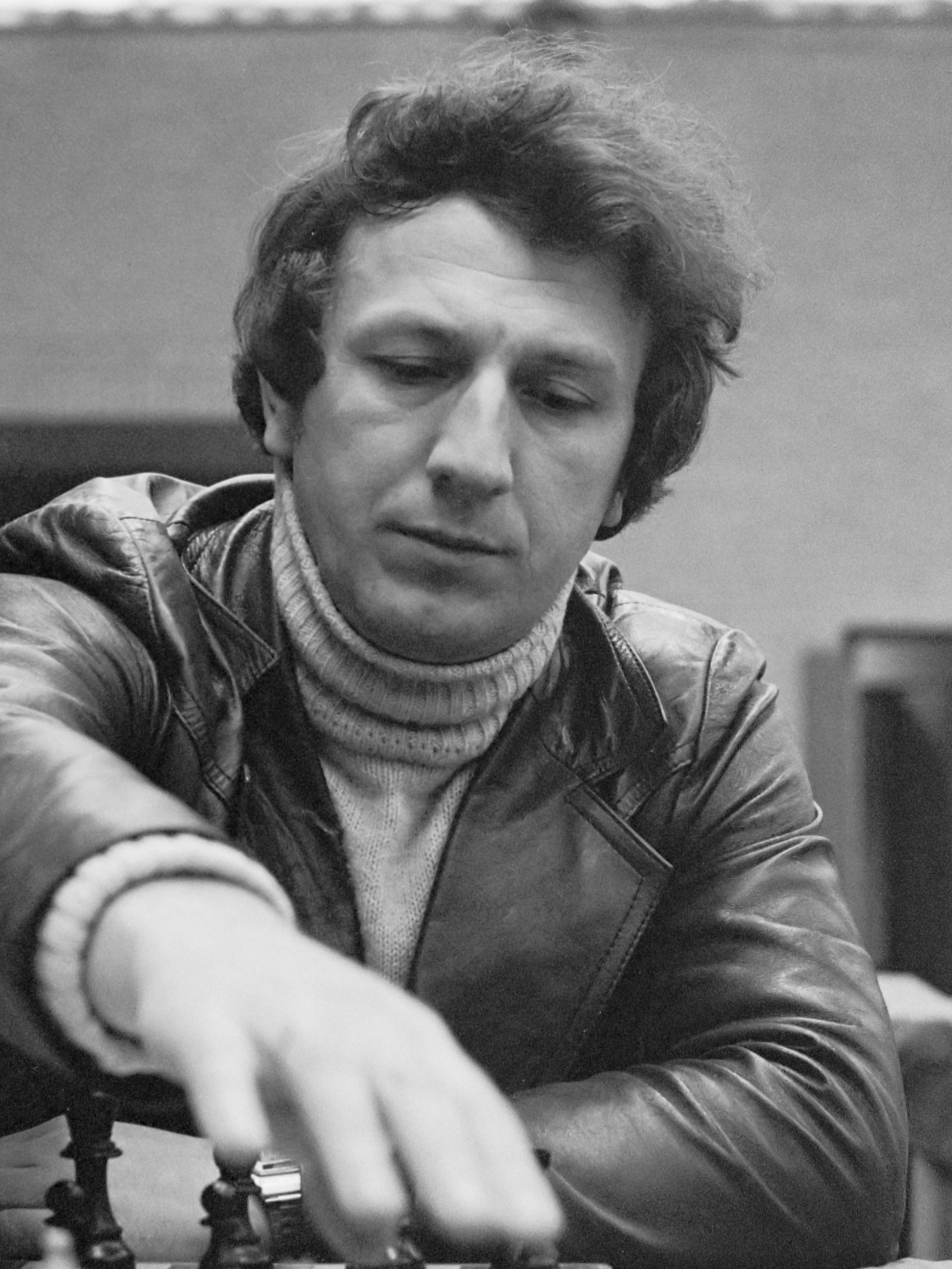
Jevgenij Svěšnikov v roce 1981

V roce 1967 se poprvé zúčastnil sovětského šachového šampionátu. Tehdy mu bylo pouhých sedmnáct let. O deset let později získal titul šachového velmistra.
Jeho první vítězství na turnaji s mezinárodní účastí bylo v roce 1974 v Děčíně. V roce 1976 sdílel v Soči první místo s Levem Polugajevským. Ve francouzském Le Havre vyhrál v roce 1977 turnaj osmé kategorie, turnaj stejné kategorie pak vyhrál ještě v roce 1979 v Cienfuegos. V tomto roce také skončil společně s Jefimem Gellerem v Novim Sadu na druhém místě za Florinem Gheorghiuem. Ve Wijku aan Zee v sdílel v roce 1981 třetí místo. V roce 1983 byl vítězem moskevského šachového šampionátu. V letech 2003 a 2010 vyhrál litevský šachový šampionát. V roce 2017 vyhrál kategorii 65+ na šachovém mistrovství světa seniorů.
V roce 1976 hrál za sovětský svaz na mistrovství světa studentských týmů, přičemž tento šampionát Sovětský svaz vyhrál. Svěšnikov byl následně vybrán jako náhradník sovětského týmu na evropském šachovém šampionátu týmů, který se konal v roce 1977 v Moskvě. Ačkoli byl v té době jen mezinárodním mistrem, jeho úspěšnost dosáhla 80 procent a Svěšnikov tak kromě zlaté týmové medaile získal i tu v individuální kategorii. V letech 2004, 2006, 2008 a 2010 reprezentoval Litvu na šachové olympiádě. V roce 2011 pak zemi reprezentoval na evropském týmovém šampionátu. V roce 2016 hrál na první šachovnici na mistrovství světa v šachu seniorů týmů v kategorii nad 65 let a tento turnaj Rusko vyhrálo.

## Kritik systému
Svěšnikov je znám jako jeden z nejkontroverznějších šachových velmistrů. V posledních letech byl spojován s revoltou některých hráčů o sdílení partií, jelikož hráči musí odevzdat kopii partiáře organizátorům turnaje, kteří je později často zveřejnují. Byť je nanejvýš praktické, aby se tyto partie velmistrů umisťovaly do novin, časopisů či na internet, jelikož to pomáhá rozvoji a popularizaci šachu, Svěšnikov trvá na tom, že zveřejňování těchto partií není v nejlepším zájmu šachových profesionálů.
Je obecně známo, že si většina šachistů těžko vydělává na živobytí a Svěšnikov říká, že v Rusku a některých pobaltských státech je mnoho hráčů, kteří trpí vážnou depresí a někteří z nich spáchali i sebevraždu.

## Šachový teoretik
|   | a | b | c | d | e | f | g | h |   |
| 8 | a8 černý věž · c8 černý střelec · d8 černý dáma · e8 černý král · f8 černý střelec · h8 černý věž · a7 černý pěšec · b7 černý pěšec · f7 černý pěšec · g7 černý pěšec · h7 černý pěšec · c6 černý jezdec · d6 černý pěšec · f6 černý jezdec · b5 bílý jezdec · e5 černý pěšec · e4 bílý pěšec · c3 bílý jezdec · a2 bílý pěšec · b2 bílý pěšec · c2 bílý pěšec · f2 bílý pěšec · g2 bílý pěšec · h2 bílý pěšec · a1 bílý věž · c1 bílý střelec · d1 bílý dáma · e1 bílý král · f1 bílý střelec · h1 bílý věž | a8 černý věž · c8 černý střelec · d8 černý dáma · e8 černý král · f8 černý střelec · h8 černý věž · a7 černý pěšec · b7 černý pěšec · f7 černý pěšec · g7 černý pěšec · h7 černý pěšec · c6 černý jezdec · d6 černý pěšec · f6 černý jezdec · b5 bílý jezdec · e5 černý pěšec · e4 bílý pěšec · c3 bílý jezdec · a2 bílý pěšec · b2 bílý pěšec · c2 bílý pěšec · f2 bílý pěšec · g2 bílý pěšec · h2 bílý pěšec · a1 bílý věž · c1 bílý střelec · d1 bílý dáma · e1 bílý král · f1 bílý střelec · h1 bílý věž | a8 černý věž · c8 černý střelec · d8 černý dáma · e8 černý král · f8 černý střelec · h8 černý věž · a7 černý pěšec · b7 černý pěšec · f7 černý pěšec · g7 černý pěšec · h7 černý pěšec · c6 černý jezdec · d6 černý pěšec · f6 černý jezdec · b5 bílý jezdec · e5 černý pěšec · e4 bílý pěšec · c3 bílý jezdec · a2 bílý pěšec · b2 bílý pěšec · c2 bílý pěšec · f2 bílý pěšec · g2 bílý pěšec · h2 bílý pěšec · a1 bílý věž · c1 bílý střelec · d1 bílý dáma · e1 bílý král · f1 bílý střelec · h1 bílý věž | a8 černý věž · c8 černý střelec · d8 černý dáma · e8 černý král · f8 černý střelec · h8 černý věž · a7 černý pěšec · b7 černý pěšec · f7 černý pěšec · g7 černý pěšec · h7 černý pěšec · c6 černý jezdec · d6 černý pěšec · f6 černý jezdec · b5 bílý jezdec · e5 černý pěšec · e4 bílý pěšec · c3 bílý jezdec · a2 bílý pěšec · b2 bílý pěšec · c2 bílý pěšec · f2 bílý pěšec · g2 bílý pěšec · h2 bílý pěšec · a1 bílý věž · c1 bílý střelec · d1 bílý dáma · e1 bílý král · f1 bílý střelec · h1 bílý věž | a8 černý věž · c8 černý střelec · d8 černý dáma · e8 černý král · f8 černý střelec · h8 černý věž · a7 černý pěšec · b7 černý pěšec · f7 černý pěšec · g7 černý pěšec · h7 černý pěšec · c6 černý jezdec · d6 černý pěšec · f6 černý jezdec · b5 bílý jezdec · e5 černý pěšec · e4 bílý pěšec · c3 bílý jezdec · a2 bílý pěšec · b2 bílý pěšec · c2 bílý pěšec · f2 bílý pěšec · g2 bílý pěšec · h2 bílý pěšec · a1 bílý věž · c1 bílý střelec · d1 bílý dáma · e1 bílý král · f1 bílý střelec · h1 bílý věž | a8 černý věž · c8 černý střelec · d8 černý dáma · e8 černý král · f8 černý střelec · h8 černý věž · a7 černý pěšec · b7 černý pěšec · f7 černý pěšec · g7 černý pěšec · h7 černý pěšec · c6 černý jezdec · d6 černý pěšec · f6 černý jezdec · b5 bílý jezdec · e5 černý pěšec · e4 bílý pěšec · c3 bílý jezdec · a2 bílý pěšec · b2 bílý pěšec · c2 bílý pěšec · f2 bílý pěšec · g2 bílý pěšec · h2 bílý pěšec · a1 bílý věž · c1 bílý střelec · d1 bílý dáma · e1 bílý král · f1 bílý střelec · h1 bílý věž | a8 černý věž · c8 černý střelec · d8 černý dáma · e8 černý král · f8 černý střelec · h8 černý věž · a7 černý pěšec · b7 černý pěšec · f7 černý pěšec · g7 černý pěšec · h7 černý pěšec · c6 černý jezdec · d6 černý pěšec · f6 černý jezdec · b5 bílý jezdec · e5 černý pěšec · e4 bílý pěšec · c3 bílý jezdec · a2 bílý pěšec · b2 bílý pěšec · c2 bílý pěšec · f2 bílý pěšec · g2 bílý pěšec · h2 bílý pěšec · a1 bílý věž · c1 bílý střelec · d1 bílý dáma · e1 bílý král · f1 bílý střelec · h1 bílý věž | a8 černý věž · c8 černý střelec · d8 černý dáma · e8 černý král · f8 černý střelec · h8 černý věž · a7 černý pěšec · b7 černý pěšec · f7 černý pěšec · g7 černý pěšec · h7 černý pěšec · c6 černý jezdec · d6 černý pěšec · f6 černý jezdec · b5 bílý jezdec · e5 černý pěšec · e4 bílý pěšec · c3 bílý jezdec · a2 bílý pěšec · b2 bílý pěšec · c2 bílý pěšec · f2 bílý pěšec · g2 bílý pěšec · h2 bílý pěšec · a1 bílý věž · c1 bílý střelec · d1 bílý dáma · e1 bílý král · f1 bílý střelec · h1 bílý věž | 8 |
| 7 | a8 černý věž · c8 černý střelec · d8 černý dáma · e8 černý král · f8 černý střelec · h8 černý věž · a7 černý pěšec · b7 černý pěšec · f7 černý pěšec · g7 černý pěšec · h7 černý pěšec · c6 černý jezdec · d6 černý pěšec · f6 černý jezdec · b5 bílý jezdec · e5 černý pěšec · e4 bílý pěšec · c3 bílý jezdec · a2 bílý pěšec · b2 bílý pěšec · c2 bílý pěšec · f2 bílý pěšec · g2 bílý pěšec · h2 bílý pěšec · a1 bílý věž · c1 bílý střelec · d1 bílý dáma · e1 bílý král · f1 bílý střelec · h1 bílý věž | a8 černý věž · c8 černý střelec · d8 černý dáma · e8 černý král · f8 černý střelec · h8 černý věž · a7 černý pěšec · b7 černý pěšec · f7 černý pěšec · g7 černý pěšec · h7 černý pěšec · c6 černý jezdec · d6 černý pěšec · f6 černý jezdec · b5 bílý jezdec · e5 černý pěšec · e4 bílý pěšec · c3 bílý jezdec · a2 bílý pěšec · b2 bílý pěšec · c2 bílý pěšec · f2 bílý pěšec · g2 bílý pěšec · h2 bílý pěšec · a1 bílý věž · c1 bílý střelec · d1 bílý dáma · e1 bílý král · f1 bílý střelec · h1 bílý věž | a8 černý věž · c8 černý střelec · d8 černý dáma · e8 černý král · f8 černý střelec · h8 černý věž · a7 černý pěšec · b7 černý pěšec · f7 černý pěšec · g7 černý pěšec · h7 černý pěšec · c6 černý jezdec · d6 černý pěšec · f6 černý jezdec · b5 bílý jezdec · e5 černý pěšec · e4 bílý pěšec · c3 bílý jezdec · a2 bílý pěšec · b2 bílý pěšec · c2 bílý pěšec · f2 bílý pěšec · g2 bílý pěšec · h2 bílý pěšec · a1 bílý věž · c1 bílý střelec · d1 bílý dáma · e1 bílý král · f1 bílý střelec · h1 bílý věž | a8 černý věž · c8 černý střelec · d8 černý dáma · e8 černý král · f8 černý střelec · h8 černý věž · a7 černý pěšec · b7 černý pěšec · f7 černý pěšec · g7 černý pěšec · h7 černý pěšec · c6 černý jezdec · d6 černý pěšec · f6 černý jezdec · b5 bílý jezdec · e5 černý pěšec · e4 bílý pěšec · c3 bílý jezdec · a2 bílý pěšec · b2 bílý pěšec · c2 bílý pěšec · f2 bílý pěšec · g2 bílý pěšec · h2 bílý pěšec · a1 bílý věž · c1 bílý střelec · d1 bílý dáma · e1 bílý král · f1 bílý střelec · h1 bílý věž | a8 černý věž · c8 černý střelec · d8 černý dáma · e8 černý král · f8 černý střelec · h8 černý věž · a7 černý pěšec · b7 černý pěšec · f7 černý pěšec · g7 černý pěšec · h7 černý pěšec · c6 černý jezdec · d6 černý pěšec · f6 černý jezdec · b5 bílý jezdec · e5 černý pěšec · e4 bílý pěšec · c3 bílý jezdec · a2 bílý pěšec · b2 bílý pěšec · c2 bílý pěšec · f2 bílý pěšec · g2 bílý pěšec · h2 bílý pěšec · a1 bílý věž · c1 bílý střelec · d1 bílý dáma · e1 bílý král · f1 bílý střelec · h1 bílý věž | a8 černý věž · c8 černý střelec · d8 černý dáma · e8 černý král · f8 černý střelec · h8 černý věž · a7 černý pěšec · b7 černý pěšec · f7 černý pěšec · g7 černý pěšec · h7 černý pěšec · c6 černý jezdec · d6 černý pěšec · f6 černý jezdec · b5 bílý jezdec · e5 černý pěšec · e4 bílý pěšec · c3 bílý jezdec · a2 bílý pěšec · b2 bílý pěšec · c2 bílý pěšec · f2 bílý pěšec · g2 bílý pěšec · h2 bílý pěšec · a1 bílý věž · c1 bílý střelec · d1 bílý dáma · e1 bílý král · f1 bílý střelec · h1 bílý věž | a8 černý věž · c8 černý střelec · d8 černý dáma · e8 černý král · f8 černý střelec · h8 černý věž · a7 černý pěšec · b7 černý pěšec · f7 černý pěšec · g7 černý pěšec · h7 černý pěšec · c6 černý jezdec · d6 černý pěšec · f6 černý jezdec · b5 bílý jezdec · e5 černý pěšec · e4 bílý pěšec · c3 bílý jezdec · a2 bílý pěšec · b2 bílý pěšec · c2 bílý pěšec · f2 bílý pěšec · g2 bílý pěšec · h2 bílý pěšec · a1 bílý věž · c1 bílý střelec · d1 bílý dáma · e1 bílý král · f1 bílý střelec · h1 bílý věž | a8 černý věž · c8 černý střelec · d8 černý dáma · e8 černý král · f8 černý střelec · h8 černý věž · a7 černý pěšec · b7 černý pěšec · f7 černý pěšec · g7 černý pěšec · h7 černý pěšec · c6 černý jezdec · d6 černý pěšec · f6 černý jezdec · b5 bílý jezdec · e5 černý pěšec · e4 bílý pěšec · c3 bílý jezdec · a2 bílý pěšec · b2 bílý pěšec · c2 bílý pěšec · f2 bílý pěšec · g2 bílý pěšec · h2 bílý pěšec · a1 bílý věž · c1 bílý střelec · d1 bílý dáma · e1 bílý král · f1 bílý střelec · h1 bílý věž | 7 |
| 6 | a8 černý věž · c8 černý střelec · d8 černý dáma · e8 černý král · f8 černý střelec · h8 černý věž · a7 černý pěšec · b7 černý pěšec · f7 černý pěšec · g7 černý pěšec · h7 černý pěšec · c6 černý jezdec · d6 černý pěšec · f6 černý jezdec · b5 bílý jezdec · e5 černý pěšec · e4 bílý pěšec · c3 bílý jezdec · a2 bílý pěšec · b2 bílý pěšec · c2 bílý pěšec · f2 bílý pěšec · g2 bílý pěšec · h2 bílý pěšec · a1 bílý věž · c1 bílý střelec · d1 bílý dáma · e1 bílý král · f1 bílý střelec · h1 bílý věž | a8 černý věž · c8 černý střelec · d8 černý dáma · e8 černý král · f8 černý střelec · h8 černý věž · a7 černý pěšec · b7 černý pěšec · f7 černý pěšec · g7 černý pěšec · h7 černý pěšec · c6 černý jezdec · d6 černý pěšec · f6 černý jezdec · b5 bílý jezdec · e5 černý pěšec · e4 bílý pěšec · c3 bílý jezdec · a2 bílý pěšec · b2 bílý pěšec · c2 bílý pěšec · f2 bílý pěšec · g2 bílý pěšec · h2 bílý pěšec · a1 bílý věž · c1 bílý střelec · d1 bílý dáma · e1 bílý král · f1 bílý střelec · h1 bílý věž | a8 černý věž · c8 černý střelec · d8 černý dáma · e8 černý král · f8 černý střelec · h8 černý věž · a7 černý pěšec · b7 černý pěšec · f7 černý pěšec · g7 černý pěšec · h7 černý pěšec · c6 černý jezdec · d6 černý pěšec · f6 černý jezdec · b5 bílý jezdec · e5 černý pěšec · e4 bílý pěšec · c3 bílý jezdec · a2 bílý pěšec · b2 bílý pěšec · c2 bílý pěšec · f2 bílý pěšec · g2 bílý pěšec · h2 bílý pěšec · a1 bílý věž · c1 bílý střelec · d1 bílý dáma · e1 bílý král · f1 bílý střelec · h1 bílý věž | a8 černý věž · c8 černý střelec · d8 černý dáma · e8 černý král · f8 černý střelec · h8 černý věž · a7 černý pěšec · b7 černý pěšec · f7 černý pěšec · g7 černý pěšec · h7 černý pěšec · c6 černý jezdec · d6 černý pěšec · f6 černý jezdec · b5 bílý jezdec · e5 černý pěšec · e4 bílý pěšec · c3 bílý jezdec · a2 bílý pěšec · b2 bílý pěšec · c2 bílý pěšec · f2 bílý pěšec · g2 bílý pěšec · h2 bílý pěšec · a1 bílý věž · c1 bílý střelec · d1 bílý dáma · e1 bílý král · f1 bílý střelec · h1 bílý věž | a8 černý věž · c8 černý střelec · d8 černý dáma · e8 černý král · f8 černý střelec · h8 černý věž · a7 černý pěšec · b7 černý pěšec · f7 černý pěšec · g7 černý pěšec · h7 černý pěšec · c6 černý jezdec · d6 černý pěšec · f6 černý jezdec · b5 bílý jezdec · e5 černý pěšec · e4 bílý pěšec · c3 bílý jezdec · a2 bílý pěšec · b2 bílý pěšec · c2 bílý pěšec · f2 bílý pěšec · g2 bílý pěšec · h2 bílý pěšec · a1 bílý věž · c1 bílý střelec · d1 bílý dáma · e1 bílý král · f1 bílý střelec · h1 bílý věž | a8 černý věž · c8 černý střelec · d8 černý dáma · e8 černý král · f8 černý střelec · h8 černý věž · a7 černý pěšec · b7 černý pěšec · f7 černý pěšec · g7 černý pěšec · h7 černý pěšec · c6 černý jezdec · d6 černý pěšec · f6 černý jezdec · b5 bílý jezdec · e5 černý pěšec · e4 bílý pěšec · c3 bílý jezdec · a2 bílý pěšec · b2 bílý pěšec · c2 bílý pěšec · f2 bílý pěšec · g2 bílý pěšec · h2 bílý pěšec · a1 bílý věž · c1 bílý střelec · d1 bílý dáma · e1 bílý král · f1 bílý střelec · h1 bílý věž | a8 černý věž · c8 černý střelec · d8 černý dáma · e8 černý král · f8 černý střelec · h8 černý věž · a7 černý pěšec · b7 černý pěšec · f7 černý pěšec · g7 černý pěšec · h7 černý pěšec · c6 černý jezdec · d6 černý pěšec · f6 černý jezdec · b5 bílý jezdec · e5 černý pěšec · e4 bílý pěšec · c3 bílý jezdec · a2 bílý pěšec · b2 bílý pěšec · c2 bílý pěšec · f2 bílý pěšec · g2 bílý pěšec · h2 bílý pěšec · a1 bílý věž · c1 bílý střelec · d1 bílý dáma · e1 bílý král · f1 bílý střelec · h1 bílý věž | a8 černý věž · c8 černý střelec · d8 černý dáma · e8 černý král · f8 černý střelec · h8 černý věž · a7 černý pěšec · b7 černý pěšec · f7 černý pěšec · g7 černý pěšec · h7 černý pěšec · c6 černý jezdec · d6 černý pěšec · f6 černý jezdec · b5 bílý jezdec · e5 černý pěšec · e4 bílý pěšec · c3 bílý jezdec · a2 bílý pěšec · b2 bílý pěšec · c2 bílý pěšec · f2 bílý pěšec · g2 bílý pěšec · h2 bílý pěšec · a1 bílý věž · c1 bílý střelec · d1 bílý dáma · e1 bílý král · f1 bílý střelec · h1 bílý věž | 6 |
| 5 | a8 černý věž · c8 černý střelec · d8 černý dáma · e8 černý král · f8 černý střelec · h8 černý věž · a7 černý pěšec · b7 černý pěšec · f7 černý pěšec · g7 černý pěšec · h7 černý pěšec · c6 černý jezdec · d6 černý pěšec · f6 černý jezdec · b5 bílý jezdec · e5 černý pěšec · e4 bílý pěšec · c3 bílý jezdec · a2 bílý pěšec · b2 bílý pěšec · c2 bílý pěšec · f2 bílý pěšec · g2 bílý pěšec · h2 bílý pěšec · a1 bílý věž · c1 bílý střelec · d1 bílý dáma · e1 bílý král · f1 bílý střelec · h1 bílý věž | a8 černý věž · c8 černý střelec · d8 černý dáma · e8 černý král · f8 černý střelec · h8 černý věž · a7 černý pěšec · b7 černý pěšec · f7 černý pěšec · g7 černý pěšec · h7 černý pěšec · c6 černý jezdec · d6 černý pěšec · f6 černý jezdec · b5 bílý jezdec · e5 černý pěšec · e4 bílý pěšec · c3 bílý jezdec · a2 bílý pěšec · b2 bílý pěšec · c2 bílý pěšec · f2 bílý pěšec · g2 bílý pěšec · h2 bílý pěšec · a1 bílý věž · c1 bílý střelec · d1 bílý dáma · e1 bílý král · f1 bílý střelec · h1 bílý věž | a8 černý věž · c8 černý střelec · d8 černý dáma · e8 černý král · f8 černý střelec · h8 černý věž · a7 černý pěšec · b7 černý pěšec · f7 černý pěšec · g7 černý pěšec · h7 černý pěšec · c6 černý jezdec · d6 černý pěšec · f6 černý jezdec · b5 bílý jezdec · e5 černý pěšec · e4 bílý pěšec · c3 bílý jezdec · a2 bílý pěšec · b2 bílý pěšec · c2 bílý pěšec · f2 bílý pěšec · g2 bílý pěšec · h2 bílý pěšec · a1 bílý věž · c1 bílý střelec · d1 bílý dáma · e1 bílý král · f1 bílý střelec · h1 bílý věž | a8 černý věž · c8 černý střelec · d8 černý dáma · e8 černý král · f8 černý střelec · h8 černý věž · a7 černý pěšec · b7 černý pěšec · f7 černý pěšec · g7 černý pěšec · h7 černý pěšec · c6 černý jezdec · d6 černý pěšec · f6 černý jezdec · b5 bílý jezdec · e5 černý pěšec · e4 bílý pěšec · c3 bílý jezdec · a2 bílý pěšec · b2 bílý pěšec · c2 bílý pěšec · f2 bílý pěšec · g2 bílý pěšec · h2 bílý pěšec · a1 bílý věž · c1 bílý střelec · d1 bílý dáma · e1 bílý král · f1 bílý střelec · h1 bílý věž | a8 černý věž · c8 černý střelec · d8 černý dáma · e8 černý král · f8 černý střelec · h8 černý věž · a7 černý pěšec · b7 černý pěšec · f7 černý pěšec · g7 černý pěšec · h7 černý pěšec · c6 černý jezdec · d6 černý pěšec · f6 černý jezdec · b5 bílý jezdec · e5 černý pěšec · e4 bílý pěšec · c3 bílý jezdec · a2 bílý pěšec · b2 bílý pěšec · c2 bílý pěšec · f2 bílý pěšec · g2 bílý pěšec · h2 bílý pěšec · a1 bílý věž · c1 bílý střelec · d1 bílý dáma · e1 bílý král · f1 bílý střelec · h1 bílý věž | a8 černý věž · c8 černý střelec · d8 černý dáma · e8 černý král · f8 černý střelec · h8 černý věž · a7 černý pěšec · b7 černý pěšec · f7 černý pěšec · g7 černý pěšec · h7 černý pěšec · c6 černý jezdec · d6 černý pěšec · f6 černý jezdec · b5 bílý jezdec · e5 černý pěšec · e4 bílý pěšec · c3 bílý jezdec · a2 bílý pěšec · b2 bílý pěšec · c2 bílý pěšec · f2 bílý pěšec · g2 bílý pěšec · h2 bílý pěšec · a1 bílý věž · c1 bílý střelec · d1 bílý dáma · e1 bílý král · f1 bílý střelec · h1 bílý věž | a8 černý věž · c8 černý střelec · d8 černý dáma · e8 černý král · f8 černý střelec · h8 černý věž · a7 černý pěšec · b7 černý pěšec · f7 černý pěšec · g7 černý pěšec · h7 černý pěšec · c6 černý jezdec · d6 černý pěšec · f6 černý jezdec · b5 bílý jezdec · e5 černý pěšec · e4 bílý pěšec · c3 bílý jezdec · a2 bílý pěšec · b2 bílý pěšec · c2 bílý pěšec · f2 bílý pěšec · g2 bílý pěšec · h2 bílý pěšec · a1 bílý věž · c1 bílý střelec · d1 bílý dáma · e1 bílý král · f1 bílý střelec · h1 bílý věž | a8 černý věž · c8 černý střelec · d8 černý dáma · e8 černý král · f8 černý střelec · h8 černý věž · a7 černý pěšec · b7 černý pěšec · f7 černý pěšec · g7 černý pěšec · h7 černý pěšec · c6 černý jezdec · d6 černý pěšec · f6 černý jezdec · b5 bílý jezdec · e5 černý pěšec · e4 bílý pěšec · c3 bílý jezdec · a2 bílý pěšec · b2 bílý pěšec · c2 bílý pěšec · f2 bílý pěšec · g2 bílý pěšec · h2 bílý pěšec · a1 bílý věž · c1 bílý střelec · d1 bílý dáma · e1 bílý král · f1 bílý střelec · h1 bílý věž | 5 |
| 4 | a8 černý věž · c8 černý střelec · d8 černý dáma · e8 černý král · f8 černý střelec · h8 černý věž · a7 černý pěšec · b7 černý pěšec · f7 černý pěšec · g7 černý pěšec · h7 černý pěšec · c6 černý jezdec · d6 černý pěšec · f6 černý jezdec · b5 bílý jezdec · e5 černý pěšec · e4 bílý pěšec · c3 bílý jezdec · a2 bílý pěšec · b2 bílý pěšec · c2 bílý pěšec · f2 bílý pěšec · g2 bílý pěšec · h2 bílý pěšec · a1 bílý věž · c1 bílý střelec · d1 bílý dáma · e1 bílý král · f1 bílý střelec · h1 bílý věž | a8 černý věž · c8 černý střelec · d8 černý dáma · e8 černý král · f8 černý střelec · h8 černý věž · a7 černý pěšec · b7 černý pěšec · f7 černý pěšec · g7 černý pěšec · h7 černý pěšec · c6 černý jezdec · d6 černý pěšec · f6 černý jezdec · b5 bílý jezdec · e5 černý pěšec · e4 bílý pěšec · c3 bílý jezdec · a2 bílý pěšec · b2 bílý pěšec · c2 bílý pěšec · f2 bílý pěšec · g2 bílý pěšec · h2 bílý pěšec · a1 bílý věž · c1 bílý střelec · d1 bílý dáma · e1 bílý král · f1 bílý střelec · h1 bílý věž | a8 černý věž · c8 černý střelec · d8 černý dáma · e8 černý král · f8 černý střelec · h8 černý věž · a7 černý pěšec · b7 černý pěšec · f7 černý pěšec · g7 černý pěšec · h7 černý pěšec · c6 černý jezdec · d6 černý pěšec · f6 černý jezdec · b5 bílý jezdec · e5 černý pěšec · e4 bílý pěšec · c3 bílý jezdec · a2 bílý pěšec · b2 bílý pěšec · c2 bílý pěšec · f2 bílý pěšec · g2 bílý pěšec · h2 bílý pěšec · a1 bílý věž · c1 bílý střelec · d1 bílý dáma · e1 bílý král · f1 bílý střelec · h1 bílý věž | a8 černý věž · c8 černý střelec · d8 černý dáma · e8 černý král · f8 černý střelec · h8 černý věž · a7 černý pěšec · b7 černý pěšec · f7 černý pěšec · g7 černý pěšec · h7 černý pěšec · c6 černý jezdec · d6 černý pěšec · f6 černý jezdec · b5 bílý jezdec · e5 černý pěšec · e4 bílý pěšec · c3 bílý jezdec · a2 bílý pěšec · b2 bílý pěšec · c2 bílý pěšec · f2 bílý pěšec · g2 bílý pěšec · h2 bílý pěšec · a1 bílý věž · c1 bílý střelec · d1 bílý dáma · e1 bílý král · f1 bílý střelec · h1 bílý věž | a8 černý věž · c8 černý střelec · d8 černý dáma · e8 černý král · f8 černý střelec · h8 černý věž · a7 černý pěšec · b7 černý pěšec · f7 černý pěšec · g7 černý pěšec · h7 černý pěšec · c6 černý jezdec · d6 černý pěšec · f6 černý jezdec · b5 bílý jezdec · e5 černý pěšec · e4 bílý pěšec · c3 bílý jezdec · a2 bílý pěšec · b2 bílý pěšec · c2 bílý pěšec · f2 bílý pěšec · g2 bílý pěšec · h2 bílý pěšec · a1 bílý věž · c1 bílý střelec · d1 bílý dáma · e1 bílý král · f1 bílý střelec · h1 bílý věž | a8 černý věž · c8 černý střelec · d8 černý dáma · e8 černý král · f8 černý střelec · h8 černý věž · a7 černý pěšec · b7 černý pěšec · f7 černý pěšec · g7 černý pěšec · h7 černý pěšec · c6 černý jezdec · d6 černý pěšec · f6 černý jezdec · b5 bílý jezdec · e5 černý pěšec · e4 bílý pěšec · c3 bílý jezdec · a2 bílý pěšec · b2 bílý pěšec · c2 bílý pěšec · f2 bílý pěšec · g2 bílý pěšec · h2 bílý pěšec · a1 bílý věž · c1 bílý střelec · d1 bílý dáma · e1 bílý král · f1 bílý střelec · h1 bílý věž | a8 černý věž · c8 černý střelec · d8 černý dáma · e8 černý král · f8 černý střelec · h8 černý věž · a7 černý pěšec · b7 černý pěšec · f7 černý pěšec · g7 černý pěšec · h7 černý pěšec · c6 černý jezdec · d6 černý pěšec · f6 černý jezdec · b5 bílý jezdec · e5 černý pěšec · e4 bílý pěšec · c3 bílý jezdec · a2 bílý pěšec · b2 bílý pěšec · c2 bílý pěšec · f2 bílý pěšec · g2 bílý pěšec · h2 bílý pěšec · a1 bílý věž · c1 bílý střelec · d1 bílý dáma · e1 bílý král · f1 bílý střelec · h1 bílý věž | a8 černý věž · c8 černý střelec · d8 černý dáma · e8 černý král · f8 černý střelec · h8 černý věž · a7 černý pěšec · b7 černý pěšec · f7 černý pěšec · g7 černý pěšec · h7 černý pěšec · c6 černý jezdec · d6 černý pěšec · f6 černý jezdec · b5 bílý jezdec · e5 černý pěšec · e4 bílý pěšec · c3 bílý jezdec · a2 bílý pěšec · b2 bílý pěšec · c2 bílý pěšec · f2 bílý pěšec · g2 bílý pěšec · h2 bílý pěšec · a1 bílý věž · c1 bílý střelec · d1 bílý dáma · e1 bílý král · f1 bílý střelec · h1 bílý věž | 4 |
| 3 | a8 černý věž · c8 černý střelec · d8 černý dáma · e8 černý král · f8 černý střelec · h8 černý věž · a7 černý pěšec · b7 černý pěšec · f7 černý pěšec · g7 černý pěšec · h7 černý pěšec · c6 černý jezdec · d6 černý pěšec · f6 černý jezdec · b5 bílý jezdec · e5 černý pěšec · e4 bílý pěšec · c3 bílý jezdec · a2 bílý pěšec · b2 bílý pěšec · c2 bílý pěšec · f2 bílý pěšec · g2 bílý pěšec · h2 bílý pěšec · a1 bílý věž · c1 bílý střelec · d1 bílý dáma · e1 bílý král · f1 bílý střelec · h1 bílý věž | a8 černý věž · c8 černý střelec · d8 černý dáma · e8 černý král · f8 černý střelec · h8 černý věž · a7 černý pěšec · b7 černý pěšec · f7 černý pěšec · g7 černý pěšec · h7 černý pěšec · c6 černý jezdec · d6 černý pěšec · f6 černý jezdec · b5 bílý jezdec · e5 černý pěšec · e4 bílý pěšec · c3 bílý jezdec · a2 bílý pěšec · b2 bílý pěšec · c2 bílý pěšec · f2 bílý pěšec · g2 bílý pěšec · h2 bílý pěšec · a1 bílý věž · c1 bílý střelec · d1 bílý dáma · e1 bílý král · f1 bílý střelec · h1 bílý věž | a8 černý věž · c8 černý střelec · d8 černý dáma · e8 černý král · f8 černý střelec · h8 černý věž · a7 černý pěšec · b7 černý pěšec · f7 černý pěšec · g7 černý pěšec · h7 černý pěšec · c6 černý jezdec · d6 černý pěšec · f6 černý jezdec · b5 bílý jezdec · e5 černý pěšec · e4 bílý pěšec · c3 bílý jezdec · a2 bílý pěšec · b2 bílý pěšec · c2 bílý pěšec · f2 bílý pěšec · g2 bílý pěšec · h2 bílý pěšec · a1 bílý věž · c1 bílý střelec · d1 bílý dáma · e1 bílý král · f1 bílý střelec · h1 bílý věž | a8 černý věž · c8 černý střelec · d8 černý dáma · e8 černý král · f8 černý střelec · h8 černý věž · a7 černý pěšec · b7 černý pěšec · f7 černý pěšec · g7 černý pěšec · h7 černý pěšec · c6 černý jezdec · d6 černý pěšec · f6 černý jezdec · b5 bílý jezdec · e5 černý pěšec · e4 bílý pěšec · c3 bílý jezdec · a2 bílý pěšec · b2 bílý pěšec · c2 bílý pěšec · f2 bílý pěšec · g2 bílý pěšec · h2 bílý pěšec · a1 bílý věž · c1 bílý střelec · d1 bílý dáma · e1 bílý král · f1 bílý střelec · h1 bílý věž | a8 černý věž · c8 černý střelec · d8 černý dáma · e8 černý král · f8 černý střelec · h8 černý věž · a7 černý pěšec · b7 černý pěšec · f7 černý pěšec · g7 černý pěšec · h7 černý pěšec · c6 černý jezdec · d6 černý pěšec · f6 černý jezdec · b5 bílý jezdec · e5 černý pěšec · e4 bílý pěšec · c3 bílý jezdec · a2 bílý pěšec · b2 bílý pěšec · c2 bílý pěšec · f2 bílý pěšec · g2 bílý pěšec · h2 bílý pěšec · a1 bílý věž · c1 bílý střelec · d1 bílý dáma · e1 bílý král · f1 bílý střelec · h1 bílý věž | a8 černý věž · c8 černý střelec · d8 černý dáma · e8 černý král · f8 černý střelec · h8 černý věž · a7 černý pěšec · b7 černý pěšec · f7 černý pěšec · g7 černý pěšec · h7 černý pěšec · c6 černý jezdec · d6 černý pěšec · f6 černý jezdec · b5 bílý jezdec · e5 černý pěšec · e4 bílý pěšec · c3 bílý jezdec · a2 bílý pěšec · b2 bílý pěšec · c2 bílý pěšec · f2 bílý pěšec · g2 bílý pěšec · h2 bílý pěšec · a1 bílý věž · c1 bílý střelec · d1 bílý dáma · e1 bílý král · f1 bílý střelec · h1 bílý věž | a8 černý věž · c8 černý střelec · d8 černý dáma · e8 černý král · f8 černý střelec · h8 černý věž · a7 černý pěšec · b7 černý pěšec · f7 černý pěšec · g7 černý pěšec · h7 černý pěšec · c6 černý jezdec · d6 černý pěšec · f6 černý jezdec · b5 bílý jezdec · e5 černý pěšec · e4 bílý pěšec · c3 bílý jezdec · a2 bílý pěšec · b2 bílý pěšec · c2 bílý pěšec · f2 bílý pěšec · g2 bílý pěšec · h2 bílý pěšec · a1 bílý věž · c1 bílý střelec · d1 bílý dáma · e1 bílý král · f1 bílý střelec · h1 bílý věž | a8 černý věž · c8 černý střelec · d8 černý dáma · e8 černý král · f8 černý střelec · h8 černý věž · a7 černý pěšec · b7 černý pěšec · f7 černý pěšec · g7 černý pěšec · h7 černý pěšec · c6 černý jezdec · d6 černý pěšec · f6 černý jezdec · b5 bílý jezdec · e5 černý pěšec · e4 bílý pěšec · c3 bílý jezdec · a2 bílý pěšec · b2 bílý pěšec · c2 bílý pěšec · f2 bílý pěšec · g2 bílý pěšec · h2 bílý pěšec · a1 bílý věž · c1 bílý střelec · d1 bílý dáma · e1 bílý král · f1 bílý střelec · h1 bílý věž | 3 |
| 2 | a8 černý věž · c8 černý střelec · d8 černý dáma · e8 černý král · f8 černý střelec · h8 černý věž · a7 černý pěšec · b7 černý pěšec · f7 černý pěšec · g7 černý pěšec · h7 černý pěšec · c6 černý jezdec · d6 černý pěšec · f6 černý jezdec · b5 bílý jezdec · e5 černý pěšec · e4 bílý pěšec · c3 bílý jezdec · a2 bílý pěšec · b2 bílý pěšec · c2 bílý pěšec · f2 bílý pěšec · g2 bílý pěšec · h2 bílý pěšec · a1 bílý věž · c1 bílý střelec · d1 bílý dáma · e1 bílý král · f1 bílý střelec · h1 bílý věž | a8 černý věž · c8 černý střelec · d8 černý dáma · e8 černý král · f8 černý střelec · h8 černý věž · a7 černý pěšec · b7 černý pěšec · f7 černý pěšec · g7 černý pěšec · h7 černý pěšec · c6 černý jezdec · d6 černý pěšec · f6 černý jezdec · b5 bílý jezdec · e5 černý pěšec · e4 bílý pěšec · c3 bílý jezdec · a2 bílý pěšec · b2 bílý pěšec · c2 bílý pěšec · f2 bílý pěšec · g2 bílý pěšec · h2 bílý pěšec · a1 bílý věž · c1 bílý střelec · d1 bílý dáma · e1 bílý král · f1 bílý střelec · h1 bílý věž | a8 černý věž · c8 černý střelec · d8 černý dáma · e8 černý král · f8 černý střelec · h8 černý věž · a7 černý pěšec · b7 černý pěšec · f7 černý pěšec · g7 černý pěšec · h7 černý pěšec · c6 černý jezdec · d6 černý pěšec · f6 černý jezdec · b5 bílý jezdec · e5 černý pěšec · e4 bílý pěšec · c3 bílý jezdec · a2 bílý pěšec · b2 bílý pěšec · c2 bílý pěšec · f2 bílý pěšec · g2 bílý pěšec · h2 bílý pěšec · a1 bílý věž · c1 bílý střelec · d1 bílý dáma · e1 bílý král · f1 bílý střelec · h1 bílý věž | a8 černý věž · c8 černý střelec · d8 černý dáma · e8 černý král · f8 černý střelec · h8 černý věž · a7 černý pěšec · b7 černý pěšec · f7 černý pěšec · g7 černý pěšec · h7 černý pěšec · c6 černý jezdec · d6 černý pěšec · f6 černý jezdec · b5 bílý jezdec · e5 černý pěšec · e4 bílý pěšec · c3 bílý jezdec · a2 bílý pěšec · b2 bílý pěšec · c2 bílý pěšec · f2 bílý pěšec · g2 bílý pěšec · h2 bílý pěšec · a1 bílý věž · c1 bílý střelec · d1 bílý dáma · e1 bílý král · f1 bílý střelec · h1 bílý věž | a8 černý věž · c8 černý střelec · d8 černý dáma · e8 černý král · f8 černý střelec · h8 černý věž · a7 černý pěšec · b7 černý pěšec · f7 černý pěšec · g7 černý pěšec · h7 černý pěšec · c6 černý jezdec · d6 černý pěšec · f6 černý jezdec · b5 bílý jezdec · e5 černý pěšec · e4 bílý pěšec · c3 bílý jezdec · a2 bílý pěšec · b2 bílý pěšec · c2 bílý pěšec · f2 bílý pěšec · g2 bílý pěšec · h2 bílý pěšec · a1 bílý věž · c1 bílý střelec · d1 bílý dáma · e1 bílý král · f1 bílý střelec · h1 bílý věž | a8 černý věž · c8 černý střelec · d8 černý dáma · e8 černý král · f8 černý střelec · h8 černý věž · a7 černý pěšec · b7 černý pěšec · f7 černý pěšec · g7 černý pěšec · h7 černý pěšec · c6 černý jezdec · d6 černý pěšec · f6 černý jezdec · b5 bílý jezdec · e5 černý pěšec · e4 bílý pěšec · c3 bílý jezdec · a2 bílý pěšec · b2 bílý pěšec · c2 bílý pěšec · f2 bílý pěšec · g2 bílý pěšec · h2 bílý pěšec · a1 bílý věž · c1 bílý střelec · d1 bílý dáma · e1 bílý král · f1 bílý střelec · h1 bílý věž | a8 černý věž · c8 černý střelec · d8 černý dáma · e8 černý král · f8 černý střelec · h8 černý věž · a7 černý pěšec · b7 černý pěšec · f7 černý pěšec · g7 černý pěšec · h7 černý pěšec · c6 černý jezdec · d6 černý pěšec · f6 černý jezdec · b5 bílý jezdec · e5 černý pěšec · e4 bílý pěšec · c3 bílý jezdec · a2 bílý pěšec · b2 bílý pěšec · c2 bílý pěšec · f2 bílý pěšec · g2 bílý pěšec · h2 bílý pěšec · a1 bílý věž · c1 bílý střelec · d1 bílý dáma · e1 bílý král · f1 bílý střelec · h1 bílý věž | a8 černý věž · c8 černý střelec · d8 černý dáma · e8 černý král · f8 černý střelec · h8 černý věž · a7 černý pěšec · b7 černý pěšec · f7 černý pěšec · g7 černý pěšec · h7 černý pěšec · c6 černý jezdec · d6 černý pěšec · f6 černý jezdec · b5 bílý jezdec · e5 černý pěšec · e4 bílý pěšec · c3 bílý jezdec · a2 bílý pěšec · b2 bílý pěšec · c2 bílý pěšec · f2 bílý pěšec · g2 bílý pěšec · h2 bílý pěšec · a1 bílý věž · c1 bílý střelec · d1 bílý dáma · e1 bílý král · f1 bílý střelec · h1 bílý věž | 2 |
| 1 | a8 černý věž · c8 černý střelec · d8 černý dáma · e8 černý král · f8 černý střelec · h8 černý věž · a7 černý pěšec · b7 černý pěšec · f7 černý pěšec · g7 černý pěšec · h7 černý pěšec · c6 černý jezdec · d6 černý pěšec · f6 černý jezdec · b5 bílý jezdec · e5 černý pěšec · e4 bílý pěšec · c3 bílý jezdec · a2 bílý pěšec · b2 bílý pěšec · c2 bílý pěšec · f2 bílý pěšec · g2 bílý pěšec · h2 bílý pěšec · a1 bílý věž · c1 bílý střelec · d1 bílý dáma · e1 bílý král · f1 bílý střelec · h1 bílý věž | a8 černý věž · c8 černý střelec · d8 černý dáma · e8 černý král · f8 černý střelec · h8 černý věž · a7 černý pěšec · b7 černý pěšec · f7 černý pěšec · g7 černý pěšec · h7 černý pěšec · c6 černý jezdec · d6 černý pěšec · f6 černý jezdec · b5 bílý jezdec · e5 černý pěšec · e4 bílý pěšec · c3 bílý jezdec · a2 bílý pěšec · b2 bílý pěšec · c2 bílý pěšec · f2 bílý pěšec · g2 bílý pěšec · h2 bílý pěšec · a1 bílý věž · c1 bílý střelec · d1 bílý dáma · e1 bílý král · f1 bílý střelec · h1 bílý věž | a8 černý věž · c8 černý střelec · d8 černý dáma · e8 černý král · f8 černý střelec · h8 černý věž · a7 černý pěšec · b7 černý pěšec · f7 černý pěšec · g7 černý pěšec · h7 černý pěšec · c6 černý jezdec · d6 černý pěšec · f6 černý jezdec · b5 bílý jezdec · e5 černý pěšec · e4 bílý pěšec · c3 bílý jezdec · a2 bílý pěšec · b2 bílý pěšec · c2 bílý pěšec · f2 bílý pěšec · g2 bílý pěšec · h2 bílý pěšec · a1 bílý věž · c1 bílý střelec · d1 bílý dáma · e1 bílý král · f1 bílý střelec · h1 bílý věž | a8 černý věž · c8 černý střelec · d8 černý dáma · e8 černý král · f8 černý střelec · h8 černý věž · a7 černý pěšec · b7 černý pěšec · f7 černý pěšec · g7 černý pěšec · h7 černý pěšec · c6 černý jezdec · d6 černý pěšec · f6 černý jezdec · b5 bílý jezdec · e5 černý pěšec · e4 bílý pěšec · c3 bílý jezdec · a2 bílý pěšec · b2 bílý pěšec · c2 bílý pěšec · f2 bílý pěšec · g2 bílý pěšec · h2 bílý pěšec · a1 bílý věž · c1 bílý střelec · d1 bílý dáma · e1 bílý král · f1 bílý střelec · h1 bílý věž | a8 černý věž · c8 černý střelec · d8 černý dáma · e8 černý král · f8 černý střelec · h8 černý věž · a7 černý pěšec · b7 černý pěšec · f7 černý pěšec · g7 černý pěšec · h7 černý pěšec · c6 černý jezdec · d6 černý pěšec · f6 černý jezdec · b5 bílý jezdec · e5 černý pěšec · e4 bílý pěšec · c3 bílý jezdec · a2 bílý pěšec · b2 bílý pěšec · c2 bílý pěšec · f2 bílý pěšec · g2 bílý pěšec · h2 bílý pěšec · a1 bílý věž · c1 bílý střelec · d1 bílý dáma · e1 bílý král · f1 bílý střelec · h1 bílý věž | a8 černý věž · c8 černý střelec · d8 černý dáma · e8 černý král · f8 černý střelec · h8 černý věž · a7 černý pěšec · b7 černý pěšec · f7 černý pěšec · g7 černý pěšec · h7 černý pěšec · c6 černý jezdec · d6 černý pěšec · f6 černý jezdec · b5 bílý jezdec · e5 černý pěšec · e4 bílý pěšec · c3 bílý jezdec · a2 bílý pěšec · b2 bílý pěšec · c2 bílý pěšec · f2 bílý pěšec · g2 bílý pěšec · h2 bílý pěšec · a1 bílý věž · c1 bílý střelec · d1 bílý dáma · e1 bílý král · f1 bílý střelec · h1 bílý věž | a8 černý věž · c8 černý střelec · d8 černý dáma · e8 černý král · f8 černý střelec · h8 černý věž · a7 černý pěšec · b7 černý pěšec · f7 černý pěšec · g7 černý pěšec · h7 černý pěšec · c6 černý jezdec · d6 černý pěšec · f6 černý jezdec · b5 bílý jezdec · e5 černý pěšec · e4 bílý pěšec · c3 bílý jezdec · a2 bílý pěšec · b2 bílý pěšec · c2 bílý pěšec · f2 bílý pěšec · g2 bílý pěšec · h2 bílý pěšec · a1 bílý věž · c1 bílý střelec · d1 bílý dáma · e1 bílý král · f1 bílý střelec · h1 bílý věž | a8 černý věž · c8 černý střelec · d8 černý dáma · e8 černý král · f8 černý střelec · h8 černý věž · a7 černý pěšec · b7 černý pěšec · f7 černý pěšec · g7 černý pěšec · h7 černý pěšec · c6 černý jezdec · d6 černý pěšec · f6 černý jezdec · b5 bílý jezdec · e5 černý pěšec · e4 bílý pěšec · c3 bílý jezdec · a2 bílý pěšec · b2 bílý pěšec · c2 bílý pěšec · f2 bílý pěšec · g2 bílý pěšec · h2 bílý pěšec · a1 bílý věž · c1 bílý střelec · d1 bílý dáma · e1 bílý král · f1 bílý střelec · h1 bílý věž | 1 |
|   | a | b | c | d | e | f | g | h |   |

Svěšnikov odvedl společně se svým blízkým přítelem Gennadijem Timošenkem na Svěšnikovově variantě sicilské obrany, která se dříve jmenovala Laskerova-Pelikánova varianta. Do té doby byla tato varianta považována za velmi pochybnou, avšak Svěšnikov ji změnil na velice zajímavé a plně hratelné zahájení. Tato varianta je atraktivní pro černě hrajícího hráče, hlavně tím, že až do poslední chvíle není jisté, zda černý vyhraje nebo nikoliv.
Mark Tajmanov v jednom rozhovoru řekl, že toto zahájení je posledním velkým objevem šachové teorie. Tento fakt podporují i někteří další šachoví velmistři, kteří toto zahájení pravidelně hrají. Vladimir Kramnik a Valerij Salov jsou považováni za znalce této varianty, nicméně s touto variantou dosáhli úspěchu například i Kasparov, Širov, Lékó či Chalifman. Mimo jiné toto zahájení použil Magnus Carlsen v několika partiích v zápase o titul mistra světa v šachu v roce 2018.
Toto zahájení je bohaté na taktické možnosti a přestože je podrobeno hluboké analýze, stále vzkvétá a pravidelně jsou objevovány nové možnosti. Svěšnikov o této variantě napsal knihu, kterou skromně nazval Sicilský pelikán.
Byl také průkopníkem Alapinovy varianty sicilské obrany.